# Singonía
Las redes de Bravais poseen una simetría determinada respecto a los giros y las reflexiones. Para toda red de Bravais existe un grupo puntual K' de transformaciones que convierten un vector de la red en otro vector de la red. Marcamos las transformaciones ortogonales del espacio tridimensional,  pertenecientes al grupo k,  mediante R. Hay siete sistemas de redes cristalinas - singonías - que se diferencian por sus grupos puntuales K. Se advierte que no todo grupo puntual puede ser grupo de simetría de una red. La exigencia de que tanto los vectores a como los Ra sean al mismo tiempo vectores de de la red recorta la variedad de grupos puntuales aceptables.
Indiquemos cuáles son los casos de recortamiento. Ante todo, resaltemos que el grupo K debe contener la operación inversión: además la traslación en el vector a. El grupo {\displaystyle T_{a}}  siempre contiene la traslación en el vector {\displaystyle -a}.